# Renea gentilei
Renea gentilei is een slakkensoort uit de familie van de Aciculidae. De wetenschappelijke naam van de soort is voor het eerst geldig gepubliceerd in 1889 door Pollonera.